# Hiʻiaka (satélite)
Hiʻiaka, también conocido como Haumea I, es el mayor y más exterior de los dos satélites conocidos del planeta enano Haumea. Su nombre procede de la diosa hawaiana de las bailarinas del Hula, la medicina, la brujería y el canto. 
Fue designado provisionalmente como S/2005 2003 EL61 1. 
Hiʻiaka fue descubierto el 26 de enero de 2005 por el equipo de Michael E. Brown.
Tiene solo el 5,9 % del brillo de Haumea y sobre 0,5 % o 1 % de su masa. De ser su albedo similar al del planeta, tendría en torno a 310 km de diámetro. Su magnitud aparente es aproximadamente 20,6. 
Gira alrededor de Haumea aproximadamente a 45 500 km en 41,12 días.